# 鍋島弘蔵
鍋島 弘蔵（なべしま ひろぞう、1903年11月13日 - 没年不詳）は、大正から昭和時代に活動した日本の新聞記者、詩人、コラムニスト、映画監督。元富山新聞社社長。富山県出身。
旧名は豊朔（ほうさく）で、1954年（昭和29年）に改名した。号は太守庵（たいしゅあん）で、作詞家としてのペンネームに名部島 春（なべしま はる）がある。漫画家の藤子不二雄Ⓐは甥。

## 来歴
1903年（明治36年）、富山県東礪波郡（現在の砺波市）に生まれる。日本大学美術科を中退後、北陸タイムス（北日本新聞の前身の一つ）を経て北國新聞系列の越中新聞へ入社し、高岡支局長となる。越中新聞では「太守庵」のペンネームで主として時事に関するコラムを執筆し、社外では1935年（昭和10年）に自主映画『輝く孝道』の監督を務めた。
越中新聞は戦時下の新聞統制により富山県内の新聞各紙が北日本新聞へ統合されたことに伴い1940年（昭和15年）8月1日付で休刊となったが、北日本への統合には加わらず北國新聞が石川県の各紙を糾合して創刊された北國毎日新聞へ合流し、同紙の高岡総局長として終戦を迎えた。
1946年（昭和21年）、越中新聞を事実上復刊する形で高岡市に富山新聞社が設立され、創立主幹を経て専務に就任する。高岡市文化連盟の会長を務める傍ら、翁久允が主宰する高志人会の高岡支部長として文筆を振るった。1952年（昭和27年）、甥（妹の長男）の安孫子素雄（後の藤子不二雄Ⓐ）が富山新聞に入社するが、2年後には小学校時代の同級生であった藤本弘（後の藤子・F・不二雄）に誘われて漫画家を志し退社・上京している。この年の2月、姓名判断により名前を出生時の「豊朔」から「弘蔵」に改めた。
1955年（昭和30年）、北國新聞社の嵯峨保二社長と「人生観上の相違」から生じた確執を理由に同社取締役および富山新聞社長を辞任。以降、京都市に拠点を移し文芸誌『ポイント』を創刊する。
1976年（昭和51年）に刊行された『全国富山県人大名簿』によりこの時点での存命が確認されるが、没年は不詳。

## 作品

### 監督映画
- 輝く孝道（頌孝会、1935年）[10] - 江戸時代に高岡で「孝子六兵衛」として知られた石瀬屋六兵衛の生涯を題材にした市民自主製作の無声映画。フィルムは長らく所在不明であったが高岡関野神社の蔵から発見され、DVD化が行われた[11]。

### 作詞
- 高岡小唄（作曲：野村豊繁、歌：浅草〆香、ポリドール・レコード）[2] - 「名部島春」名義。